# Меттан, Ги
Ги Меттан (фр. Guy Mettan, род. 19 ноября 1956, Эвьонна, Швейцария) — швейцарский политический деятель, политолог, журналист. Бывший член Христианско-демократической народной партии Швейцарии, в 2022 году вступил в Швейцарскую народную партию. В 1997 году основал и с тех пор возглавляет Швейцарский клуб прессы в Женеве.

## Биография
Родился Ги Меттан во франкоязычной части кантона Вале 19 ноября 1956 года. С 1975 года проживает в Женеве. Получив степень в области политологии в Женевском университете.
С 1980 по 1983 год проходил стажировку в Journal de Genève. До 1989 года работал в издании Temps stratégique, в журнале Bilan до 1990 года, затем с 1991 по 1992 годы в Le Nouveau Quotidien. С 1992 по 1998 годы был директором и главным редактором газеты Tribune de Genève.
В 1999 году получил российское гражданство и удочерил трехлетнюю девочку Оксану из детского дома в Суздале. С тех пор неоднократно посещал Россию.
В 1996 году создал и возглавил бизнес-клуб Romand в Цюрихе. В 1998 году он возглавил фонд EMA, «который призван обеспечить странам юга более широкий доступ к международному капиталу, технологиям и рынкам» и ассоциацию ASEMA. В том же году, после приобретения Tribune de Genève группой Edipresse, Меттан был уволен со своего поста.
Меттан занялся политикой, став в 1999 году городским советником Женевы. С 2001 года он является депутатом главного совета кантона Женева. В 2009—2010 годах — председатель Главного совета Женевы.
В 2001 году он был назначен вице-президентом швейцарской торговой палаты Западной Африки, в 2005 году — совместной Палаты торговли (JCC) Швейцарии-России. 2006 году стал президентом Женевского Красного Креста.

## Публикации
- Les Alpes à l’avant-garde de l’Europe?, Le Temps stratégique, 1986
- Création et innovation en Suisse, Éditions Zoé, 1989
- Vibrant éloge de Guillaume Tell, Éditions Zoé, 1991
- Genève, ville de paix. De la conférence de 1954 sur l’Indochine à la coopération internationale, Genève, Éditions Slatkine, 2004
- De l’imaginaire au réel, aller retour, spectacle de peinture-danse, Thonon, 1988
- Guillaume Tell, poème symphonique rock opéra-rock écrit, produit et télédiffusé en Suisse romande à l’occasion du 700e anniversaire de la Confédération en 1991
- Dictionnaire impertinent de la Suisse (avec Christophe Büchi), Éditions Slatkine 2010
- Genève ou le besoin de grandir, Editions Slatkine 2013
- Nouveau dictionnaire impertinent de la Suisse (avec Christophe Buchi), Editions Slatkine 2013
- Russie-Occident, une guerre de mille ans : La russophobie de Charlemagne à la crise ukrainienne, Editions des Syrtes, 2015 (ISBN 978-2940523184)
  - Меттан Г. Запад — Россия: тысячелетняя война: история русофобии от Карла Великого до украинского кризиса = Russie-Occident, une guerre de mille ans : La russophobie de Charlemagne à la crise ukrainienne / пер. с фр. М. Л. Аннинская, С. Булгакова. — М.: Паулсен, 2016. — 464 с. — 5000 экз. — ISBN 978-5-98797-138-3.
- Le continent perdu : Plaidoyer pour une Europe démocratique et souveraine, Editions des Syrtes, 2019, 262 p. (ISBN 978-2940628148). Русский перевод: Растерянный континент. В защиту демократии и независимости Европы. М.: АСТ, 2022. 320 с. ISBN 978-5-17120567-6

## Награды
- Орден Дружбы (4 августа 2016 года, Россия) — за большой вклад в развитие делового, экономического и гуманитарного сотрудничества с Российской Федерацией[8].

## Критика
В 2017 году организация «Репортёры без границ» раскритиковала Меттана за пророссийский активизм и распространение российской пропаганады. Флориан Ирмингер, генеральный секретарь Зелёной партии Швейцарии, называл Меттана апологетом путинского режима.
В 2022 году Меттан в статье в Die Weltwoche поддержал теорию заговора об украинских биолабораториях. Швейцарское издание Republik назвало статью «захватывающим сборником» российской пропаганды.